# Prabhas
Venkata Satyanaraya Prabhas Raju Uppalapati, noto semplicemente come Prabhas (in telugu ప్రభాస్, Prabhās; in tamil பிரபாஸ், Pirapās; Chennai, 23 ottobre 1979), è un attore indiano.
È uno dei più famosi attori di Tollywood e Bollywood.
Uno dei suoi ruoli più noti è quello di Baahubali nel dittico fantasy Baahubali: The Beginning e Baahubali 2: The Conclusion (2015-2017) diretti da S. S. Rajamouli.

## Filmografia
- Eeswar (2002)
- Raghavendra (2003)
- Varsham (2004)
- Chakram (2005)
- Yogi (2007)
- Munna (2007)
- Billa (2009)
- Ek Niranjan (2009)
- Darling (2010)
- Mr. Perfect (2011)
- Rebel (2012)
- Mirchi (2013)[2]
- Baahubali: The Beginning (2015)
- Baahubali 2: The Conclusion (2017)
- Saaho (2019)
- Radhe Shyam (2022)
- Adipurush (2023)
- Salaar: Part 1 – Ceasefire (2023)
- Kalki 2898 AD (2024)